# Alexandre Rignault
Alexandre Rignault, född 14 februari 1901 i 5:e arrondissementet i Paris och död 31 mars 1985 i Saint-Mandé (Val-de-Marne), är en fransk skådespelare1.

## Filmografi, urval
- 1939 – Mjöl eller guld i berget
- 1942 – Pontcarral, överste d'empire
- 1944 – Huvudstöt
- 1946 – Christine Marie
- 1946 – Monsieur Grégoire flyr
- 1948 – Minnen är inte till salu
- 1949 – Fantômas kontra Fantômas
- 1949 – Söndags gudar
- 1950 – Den jamaicanske mannen
- 1956 – Till The Mirrors äventyr
- 1959 – Hej ungdomar
- 1960 – Baronen lever högt